# Hemeroblemma hampsoni
Hemeroblemma hampsoni là một loài bướm đêm trong họ Erebidae.